# Чемпионат Латвии по футболу среди женщин
Же́нская футбо́льная ли́га Ла́твии (латыш. Latvijas Sieviešu Futbola līga) — высший дивизион женского футбола Латвии. Проводится с 2004 года, а начиная с сезона 2010 года победитель чемпионата участвует в Лиге чемпионов.

## Победители
| Сезон | Победитель                      | 2 место                              | 3 место                              |
| ----- | ------------------------------- | ------------------------------------ | ------------------------------------ |
| 2004  | Лутрини (Салдус)                | Цериба-46-я ср. шк. (Рига)           | Плявиняс ДМ (Плявиняс)               |
| 2005  | Лутрини (Салдус)                | Иманта (Рига)                        | Цериба-46-я ср. шк. (Рига)           |
| 2006  | Лутрини (Салдус)                | Цериба-46-я ср. шк. (Рига)           | Цериба (Прейли)                      |
| 2007  | Сконто/Цериба (Рига)            | Лутрини (Салдус)                     | Футбольная школа Шитика (Рига)       |
| 2008  | Сконто/Цериба (Рига)            | Иманта (Рига)                        | Лутрини (Салдус)                     |
| 2009  | Сконто/Цериба (Рига)            | Иманта/Сунтажи (Рига)                | Металлург (Лиепая)                   |
| 2010  | Металлург (Лиепая)              | Сконто/Цериба (Рига)                 | Рига                                 |
| 2011  | Сконто/Цериба (Рига)            | Металлург (Лиепая)                   | Рижская футбольная школа (Рига)      |
| 2012  | Металлург (Лиепая)              | Рижская футбольная школа (Рига)      | Виесите/Плявиняс/Тукумс              |
| 2013  | Рижская футбольная школа (Рига) | Металлург (Лиепая)                   | Олайне/Цериба (Олайне)               |
| 2014  | Рижская футбольная школа (Рига) | Лиепая/ЛШСИ (Лиепая)                 | Олайне/Цериба (Олайне)               |
| 2015  | Рижская футбольная школа (Рига) | Лиепая/ЛШСИ (Лиепая)                 | ГПО/Оптимистc-Р (Резекне)            |
| 2016  | Рижская футбольная школа (Рига) | Лиепая (Лиепая)                      | Рига Юнайтед Ледис (Рига)            |
| 2017  | Рижская футбольная школа (Рига) | Лиепая (Лиепая)                      | Рига Юнайтед Ледис (Рига)            |
| 2018  | Рижская футбольная школа (Рига) | Лиепая (Лиепая)                      | Рига Юнайтед Ледис (Рига)            |
| 2019  | Динамо (Рига)                   | Рижская футбольная школа (Рига)      | Метта (Рига)                         |
| 2020  | Рижская футбольная школа (Рига) | Метта (Рига)                         | Олайне                               |
| 2021  | Рижская футбольная школа (Рига) | Супер Нова/РТУ (Рига)                | Лиепайская футбольная школа (Лиепая) |
| 2022  | Рига                            | Метта (Рига)                         | Супер Нова/РТУ (Рига)                |
| 2023  | Рига                            | Лиепайская футбольная школа (Лиепая) | Метта (Рига)                         |
| 2024  | Рига Вумэн (Рига)               | РФС Вумэн (Рига)                     | Метта (Рига)                         |